# Рентгеновская литография
Рентгеновская литогра́фия — технология изготовления электронных микросхем; вариант фотолитографии, использующий экспонирование (облучение) резиста с помощью рентгеновских лучей.

## Описание
Рентгеновская литография использует мягкое рентгеновское излучения с длиной волны 0.4-5.0 нм. Пучок рентгеновских лучей пропускается через шаблон и экспонирует слой резиста. Оптическими элементами рентгеновских литографических установок могут быть отражающие зеркала (рефлекторы) на основе наногетероструктур со слоями Ni-C, Cr-C, Co-C, Mo-C, W-C и зонные пластинки; в качестве шаблонов используются тонкие (1 мкм и меньше) металлические мембраны. Многослойные рентгеновские зеркала обеспечивают брэгговское отражение при условии d = λ/(2sinΘ), где d — период структуры и Θ — угол скольжения. При перпендикулярном падении излучения Θ = 90° и период d = λ/2, поэтому толщина каждого слоя в рентгеновском зеркале равна примерно λ/4 или 1 нм.
Рентгенолитография, как и оптическая литография, осуществляется путём одновременного экспонирования большого числа деталей рисунка, но коротковолновое рентгеновское излучение позволяет создавать рисунок с более тонкими деталями и более высоким разрешением.
Благодаря малой длине волны рентгеновского излучения методы рентгенолитографии обладают высокой разрешающей способностью (~ 10 нм). По сравнению с электронно-лучевой и ионно-лучевой литографией в рентгеновской литографии малы радиационные повреждения формируемых структур и высока производительность благодаря возможности одновременной обработки больших площадей образца. Рентгеновская литография отличается большой глубиной резкости и малым влиянием материала подложки и её топографии на разрешающую способность.